# 旋喙马先蒿
旋喙马先蒿（学名：Pedicularis gyrorhyncha）是列当科马先蒿属的植物，是中国的特有植物。分布于中国大陆的云南等地，生长于海拔2,750米至4,000米的地区，多生长于湿草地与杂林中隙地上，目前尚未由人工引种栽培。